# Christian Klinger
Christian Klinger, né le 15 décembre 1968 à Colmar, est un homme politique français. Membre du parti Les Républicains, il est élu sénateur du Haut-Rhin, le 27 septembre 2020.

## Formation et diplômes
Diplômé d’un bac G2 LEGT, d’un brevet de technicien supérieur en comptabilité, Christian Klinger est également titulaire d’une Maîtrise en Sciences et Techniques en Comptabilité et Finances (MSTCF).
Son intérêt pour la vie publique date de ses études à Strasbourg, lorsque Christian Klinger s’investit à l’époque dans l’association du Foyer de l'étudiant catholique (FEC). C’est par le biais de conférences organisées par le FEC qu’il côtoie pour la première fois des personnalités politiques telles que Michel Rocard, Valéry Giscard d'Estaing, Marcel Rudloff et Pierre Pflimlin.

## Parcours professionnel
En 1994, il devient collaborateur dans le cabinet d’expertise colmarien SOGEX. Deux ans plus tard, il occupe le poste de responsable comptable chez Weishaupt, filiale d'un groupe allemand dont le siège est à Colmar.
En 2000, il est directeur administratif et financier chez Bestheim.
En 2007, il devient le collaborateur parlementaire d’Éric Straumann, Député de la 1re circonscription du Haut-Rhin, jusqu'en 2020.
Parallèlement, depuis 2004, il est le gérant de l’entreprise agricole et viticole SCEA Klinger Frères. Possédant plusieurs vignes dans le vignoble alsacien, Christian Klinger continue de les exploiter en parallèle de ses mandats. Il est d'ailleurs, depuis octobre 2024, Co-Président de l'Association Nationale des élus de la vignes et du vin. Cette association réunissant des élus de tous bords politiques et de toutes origines géographiques à pour objectif de promouvoir et de défendre les intérêts de la filière viticole en France et en Europe.

## Parcours politique

### Mandats locaux

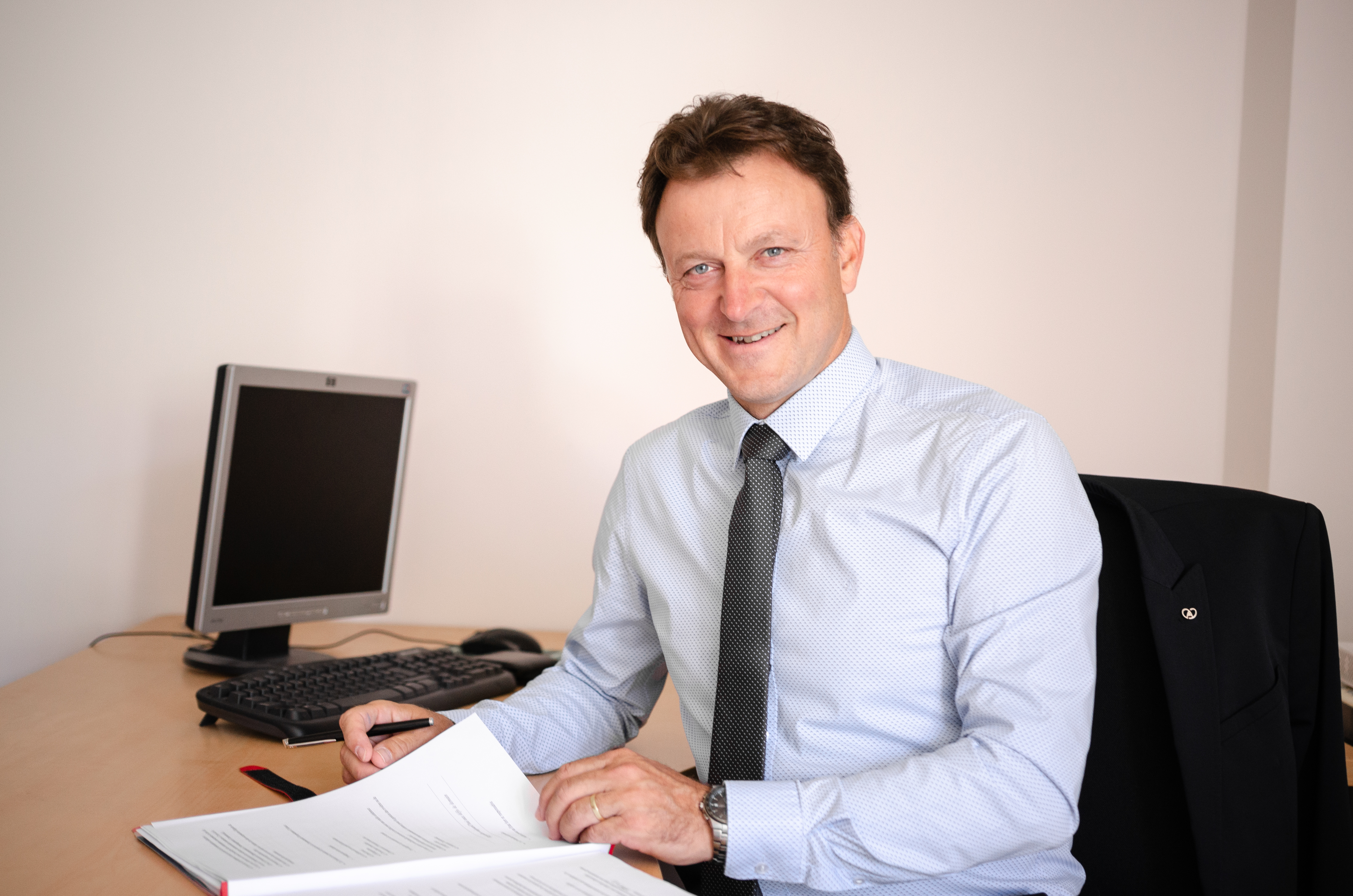
Portrait de Christian Klinger en 2020.

Christian Klinger débute sa vie politique en 1995 en devenant Conseiller municipal de Houssen, sur la liste Ohrem.
Six ans plus tard en 2001, il devient le premier adjoint au maire de la commune, sous le mandat du député-maire Éric Straumann.
En 2014, tête de liste de l'« Entente communale », Christian Klinger remporte dix-sept des dix-neuf sièges du conseil municipal lors du premier tour des élections municipalesChristian Klinger s’inscrit dans la continuité du tandem qu’il forme depuis 2001 avec son prédécesseur Éric Straumann[réf. nécessaire].
En février 2018, Christian Klinger est élu président de l’association des Maires du Haut-Rhin. Au sein de cette structure, Il a notamment intensifié les formations ouvertes aux élus locaux, la création du salon des Maires et des élus dans le département du Haut-Rhin ou encore l’organisation de l’Université des élus.[réf. nécessaire]
En mars 2020, Christian Klinger est réélu Maire d'Houssen, mais démissionne ne son mandat à la suite de son élection en tant que Sénateur du Haut-Rhin en septembre de la même année. Il est cependant toujours conseiller municipal.
Il occupe le poste de Vice-Président de Colmar Agglomération de 2014 à 2020.

### Sénateur

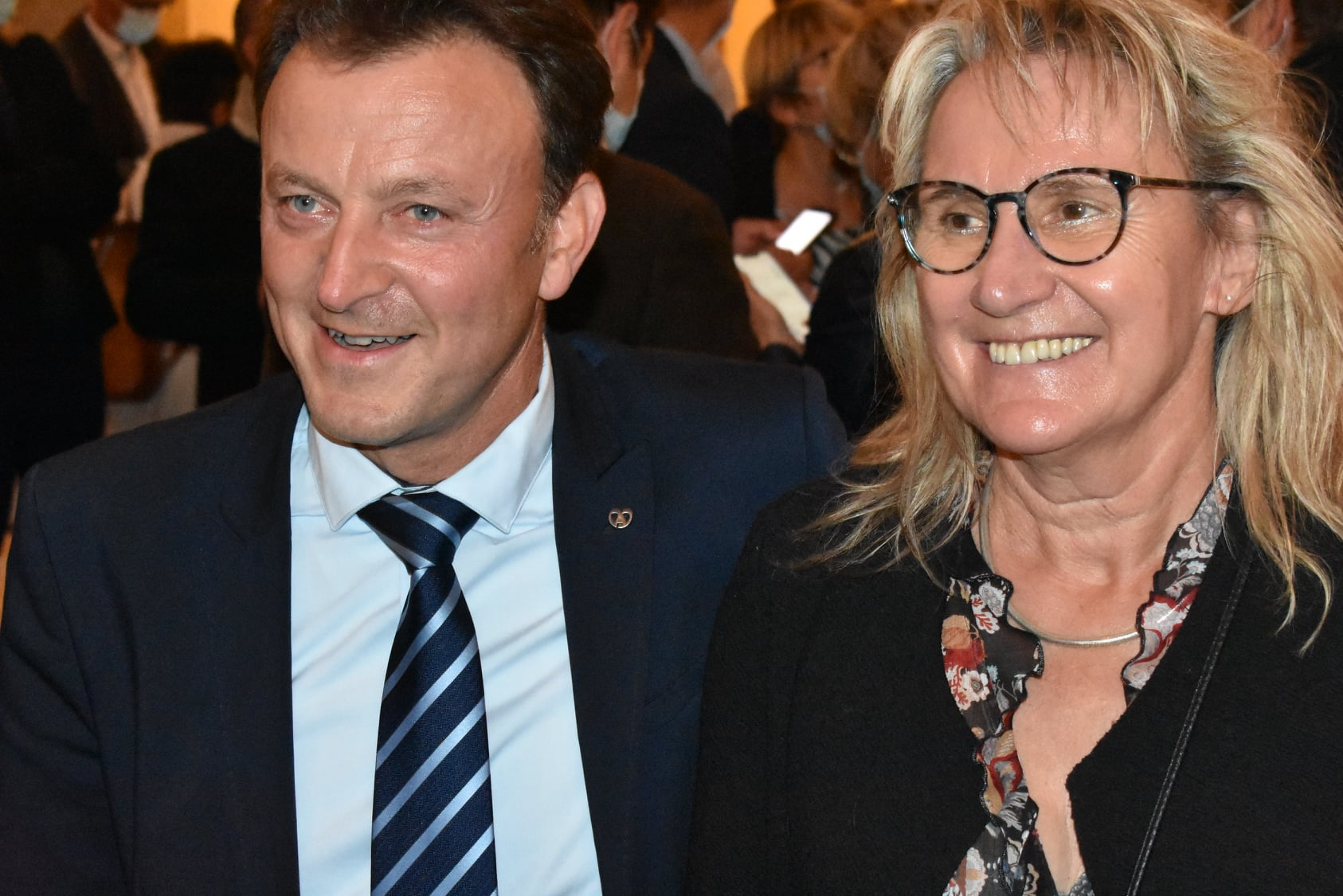
Christian Klinger et Sabine Drexler, le soir de leur élection comme sénateurs du Haut-Rhin, le 27 septembre 2020.

Dans le cadre des élections sénatoriales de 2020, Christian Klinger mène la liste de la Majorité alsacienne 68.
Élu Sénateur le 27 septembre 2020, Christian Klinger est membre du groupe Les Républicains du Sénat et membre de la commission des finances du Sénat.